# Marc Botenga
 (août 2023).
Marc Botenga, né le 29 décembre 1980 à Bruxelles, est un homme politique belge. Membre du Parti du travail de Belgique (PTB), il est député européen depuis 2019.

## Biographie
Marc Botenga naît le 29 décembre 1980 à Bruxelles. Ses parents sont professeurs de langues, ce qui l'aide à maîtriser de nombreuses langues (il parle français, néerlandais, allemand, anglais, italien et persan). Après des études secondaires à Laeken, il suit des études de droit à l'Université libre de Bruxelles. 

### Premiers engagements politiques
Très jeune, Marc Botenga est sensible au bien-être animal, l'entraînant à militer contre la maltraitance animale. Adolescent, il fait le constat que la maltraitance animale et le système économique en place sont liés, l'encourageant à chercher une alternative politique à gauche. 
En 1998, il milite au sein du mouvement étudiant pour la démission de Louis Tobback (sp.a, alors ministre de l'Intérieur) à la suite de la mort de la demandeuse d'asile Semira Adamu impliquant des policiers. Plus tard, il participe à la mobilisation ouvrière contre la fermeture des Forges de Clabecq, dans laquelle il constate un décalage entre les faits auxquels il a assisté et les discours politiques tenus par le gouvernement.
En 2012, il s'engage dans l'ONG Médecine pour le Tiers-Monde et a notamment travaillé avec des organisations congolaises s'opposant aux multinationales étrangères. 
En 2015, il est choqué par les mesures d'austérité demandées à la Grèce par l'Union européenne, l'amenant à s'engager dans des combats à l'échelle européenne. Avec le PTB, il participe à des opérations de soutien pour le peuple grec. Le PTB s'associe alors à la Gauche unitaire européenne, dont Marc Botenga devient un conseiller politique.

### Député européen
Il est élu député européen lors des élections de 2019. Il siège dans le groupe de la Gauche unitaire européenne. Il est réélu en 2024.
Il est remarqué pendant la pandémie de Covid-19 pour son engagement pour la « transparence des vaccins », conduisant la Commission européenne à publier en partie les contrats qui la lient aux laboratoires pharmaceutiques. Selon lui, les entreprises pharmaceutiques, principalement financées par de l'argent public, ne devraient pas faire « de profit sur la pandémie ».